# Nyctemera vollenhovii
Nyctemera vollenhovii là một loài bướm đêm thuộc phân họ Arctiinae, họ Erebidae.